# Gundula Heinatz
Gundula Heinatz (nombre de nacimiento: Gundula Nese, Halle, 12 de mayo de 1969) es una ajedrecista e informática alemana.

## Biografía
Vive y trabaja en Suiza. Aprendió a jugar al ajedrez de su padre. Heinatz ha estado jugando para el equipo de ajedrez femenino suizo desde 2002. En 1993 recibió el título de Maestra Internacional (WIM) de la FIDE. Competidora de las Olimpíadas de ajedrez. Participó en los campeonatos de Europa por equipos femeninos en 1992 con Alemania, y en 2007, 2011 y 2013 con Suiza, donde logró el segundo mejor resultado individual en el tercer tablero en 2007.
Su hija María también es jugadora de ajedrez. En 2015 participó de la Copa Mitropa 2015, madre e hija estuvieron juntas en el equipo femenino suizo.